# لیامین بوغراره
لیامین بوغراره (انگلیسی: Lyamine Bougherara؛ زادهٔ ۱۲ ژانویهٔ ۱۹۷۱) بازیکن سابق و مربی فوتبال اهل الجزایر است.
از باشگاه‌هایی که در آن بازی کرده‌است می‌توان به باشگاه فوتبال القبائل اشاره کرد.
وی همچنین در تیم ملی فوتبال الجزایر بازی کرده‌است.